# Pseudolais pleurotaenia
Pseudolais pleurotaenia is een straalvinnige vissensoort uit de familie van reuzenmeervallen (Pangasiidae). De wetenschappelijke naam van de soort is voor het eerst geldig gepubliceerd in 1878 door Sauvage.